# Duva-Yoo
Duva-Yoo är en ort i Mexiko.   Den ligger i kommunen Villa de Tututepec de Melchor Ocampo och delstaten Oaxaca, i den sydöstra delen av landet, 400 km söder om huvudstaden Mexico City. Duva-Yoo ligger 547 meter över havet och antalet invånare är 215.
Terrängen runt Duva-Yoo är lite bergig. Runt Duva-Yoo är det ganska glesbefolkat, med 34 invånare per kvadratkilometer. Närmaste större samhälle är Santa Rosa de Lima, 14,6 km sydväst om Duva-Yoo. I omgivningarna runt Duva-Yoo växer i huvudsak städsegrön lövskog.